# Robert Atkins (politiker)
 For alternative betydninger, se Robert Atkins. (Se også artikler, som begynder med Robert Atkins)
Sir Robert James Atkins (født 5. februar 1946) er en britisk konservativ politiker. Han sad i det britiske underhus fra 1979 til 1997 og var medlem af Europa-Parlamentet fra 1999 til 2014 hvor han indgik i parlamentsgruppen ECR.